# Ceratopogon magniforceps
Ceratopogon magniforceps är en tvåvingeart som först beskrevs av Jean-Jacques Kieffer 1925.  Ceratopogon magniforceps ingår i släktet Ceratopogon och familjen svidknott. Inga underarter finns listade i Catalogue of Life.